# Comitetul Național Cehoslovac

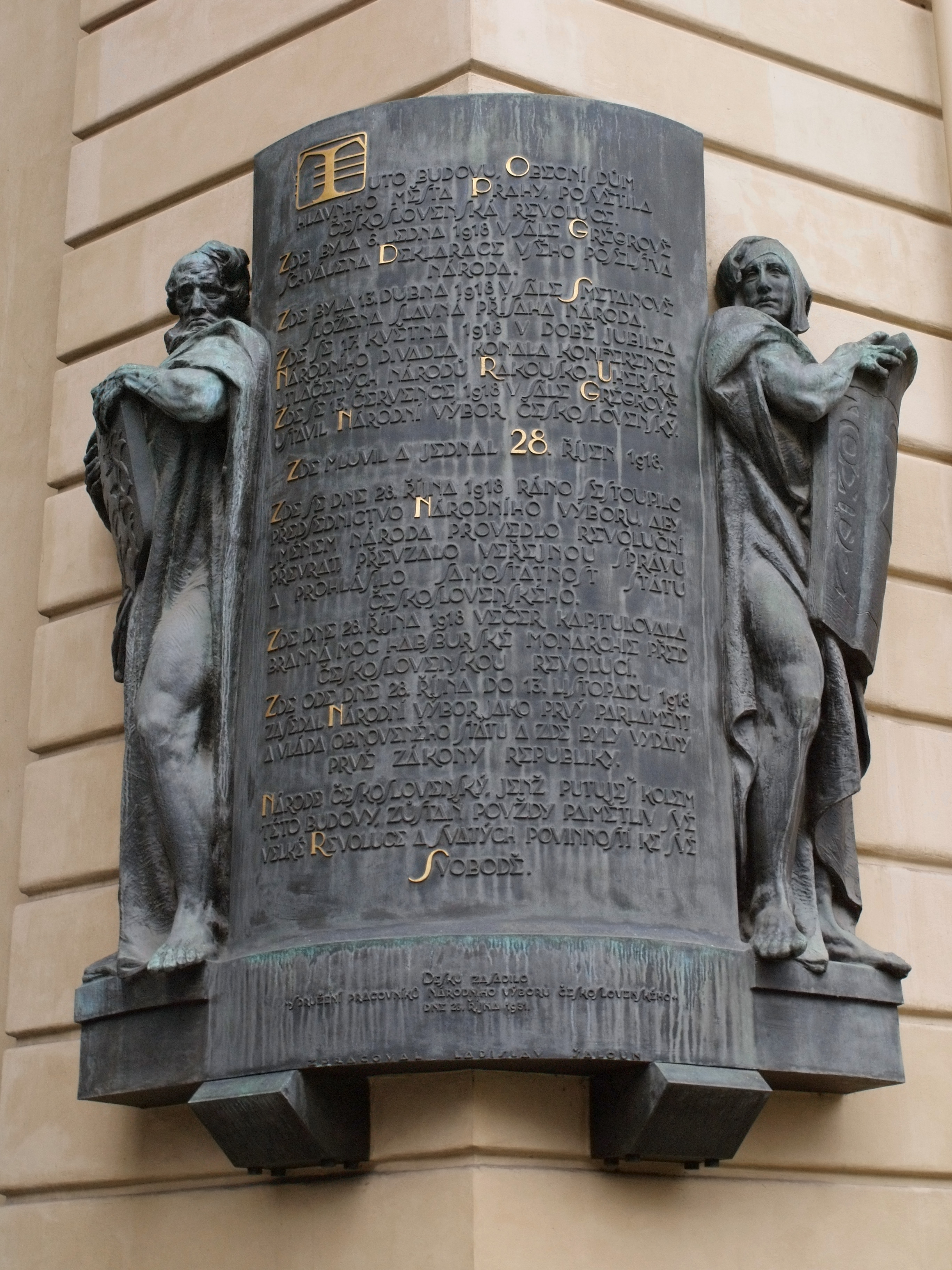
Inscripția comemorativă realizată de Ladislav Šaloun și amplasată pe fațada Casei Municipale din Praga, locul unde în 13 iulie 1918 a fost fondat Comitetul Național Cehoslovac (Národní výbor československý) și unde mai tâziu, în 28 octombrie, a fost declarată independența noului stat.

Comitetul Național Cehoslovac (în cehă Národní výbor československý, NVČ) a fost un organ al politicii cehoslovace, fondat la 13 iulie 1918 în Casa Municipală din Praga în timpul Primului Război Mondial. A nu se confunda cu Consiliul Național Cehoslovac (Československá národní rada) fondat în 1916 la Paris, rue Bonaparte no. 18.
Din momentul fondării sale, Comitetul Național Cehoslovac a fost principalul exponent al opoziției ceho-slovace în cadrul Austro-Ungariei. Comitetul era expresia convingerii că negocierile cu guvernul cezaro-crăiesc nu mai constituiau o perspectivă. Scopul organizației era pregătirea independenței față de Austro-Ungaria și realizarea primelor legi constituționale. Reprezentanții comitetului, mai târziu numiți bărbații de la 28 octombrie, au proclamat în Praga independența noului stat Cehoslovacia la 28 octombrie 1918 și au publicat primele legi. În aceeași zi au fost primiți în Comitetul Național Cehoslovac patru reprezentanți slovaci.
În 14 noiembrie 1918, din Comitetul Național Cehoslovac s-a plămădit Adunarea națională revoluționară a Republicii Cehoslovace (Revoluční národní shromáždění Československé republiky). Aceasta a transferat puterea executivă primului guvern condus de Karel Kramář.